# Roark Critchlow
Roark Grant Critchlow (nacido el 11 de mayo de 1963) es un actor canadiense, mayormente conocido por aparecer en la serie estadounidense Days of Our Lives de 1994 a 1999 como el Dr. Mike Horton. 

## Biografía
Critchlow nació en Calgary, Alberta, Canadá. 
Se licenció en Teatro en la University of Victoria.
Se casó con Maria Brewer en 1990, la pareja tuvo tres hijos: Jara Shea, Reign, y Credence, sin embargo en el 2006 se divorciaron. 
Roark practica muchos deportes y fue nombrado así por Howard Roark, un personaje del libro El manantial.

## Carrera
Roark tuvo un papel recurrente en la serie Passions. 
Estuvo en la TV movie The Perfect Husband: The Laci Peterson Story así como apareció en la serie de Nickelodeon Drake & Josh como el Dr. Glazer. 
Junto a su esposa en ese momento Maria Brewer produjo y coprotagonizó Making it Home. 
Además interpretó al padre de Jamie Lynn Spears en la serie Zoey 101. 
Roark ha tenido pequeños papeles en películas como Mr. Deeds junto a Adam Sandler y en programas de televisión como Street Justice, Malcolm in the Middle, Entourage, Charmed, Highlander: The Series, Afterworld y Friends.  
En 2009, él apareció en un episodio de Battlestar Galactica. También apareció en la película "Hydra" como Sean Trotta. 
Critchlow tuvo un papel recurrente en la serie de televisión de ciencia ficción V.
Actualmente aparece en el éxito de ABC Family "Pretty Little Liars", donde interpreta a Tom Marin (el padre de Hanna Marin). 
El 23 de junio de 2010, Roark volvió brevemente a Days of Our Lives en el papel de Mike Horton.